# Parque de las Avenidas (metrostation)
Parque de las Avenidas is een metrostation in het stadsdeel Salamanca van de Spaanse hoofdstad Madrid. Het station werd geopend op 17 maart 1975 en wordt bediend door lijn 7 van de metro van Madrid.